# Soleilmoon Recordings
Soleilmoon Recordings — дочерний лейбл голландского гиганта Staalplaat, основан 1987 году в Портленде, штат Орегон.
Лейбл специализируется на издании таких артистов, как Rapoon, The Legendary Pink Dots, Nocturnal Emissions, Lustmord, Muslimgauze и многих других исполнителей.
В 1999 году появился дочерний лейбл — Caciocavallo.
Владельцем лэйбла является Чарльз Поун (Charles Powne). 

## Обвинения в распространениимузыки ненависти
15 февраля 2017 Southern Poverty Law Center обвинил лейбл Soleilmoon в распространении музыки ненависти за распространение альбомов Death in June и проекта Бойда Райса NON. Чарльз Поун, владелец лэйбла, отрицал, что лэйбл придерживается расистских взглядов. По его словам, Дуглас Пирс (Death In June) и Бойд Райс так же не являлись расистами.  Позже на сайтеSouthern Poverty Law Center's Hate Map поменяли изначальную формулировку обвинения в распространении расистской музыки на формулировку о распространении музыки ненависти. Уже после этих событий концерты Бойда Райса также отменялись по обвинениям в поддержке нацистских взглядов, например из-за его фото с основателем американской нацистской группировки American Front.

## Список исполнителей лейбла
- A Small Good Thing
- Bass Communion
- Boyd Rice
- Coil
- Continuum
- Controlled Bleeding
- The Cutmen
- Edward Ka-spel
- Daniel Menche
- Death in June
- Eyeless in Gaza
- Fear Falls Burning
- Hafler Trio
- The Legendary Pink Dots
- Loren Nerell
- Lustmord
- Merzbow
- Muslimgauze
- Nocturnal Emissions
- O Yuki Conjugate
- People Like Us
- Randy Greif
- Rapoon
- Reformed Faction
- Steve Roach
- Tone Dogs
- Vidna Obmana
- Z'EV
- Zoviet France